# Tournoi pré-olympique de la CONMEBOL 1980
Navigation
Montréal 1976 Los Angeles 1984
Le tournoi pré-olympique de la CONMEBOL 1980 a eu pour but de désigner les deux nations qualifiées au sein de la zone Amérique du Sud pour participer au tournoi final de football, disputé lors des Jeux olympiques de Moscou en 1980,.
Le tournoi pré-olympique sud-américain s'est déroulé du 23 janvier au 15 février 1980 dans quatre villes de Colombie : Barranquilla, Bogota, Cali, et Pereira. Les deux équipes les mieux classées, d'un groupe unique rassemblant les sept nations participantes, étaient placées pour le tournoi olympique au terme d'une compétition à match unique entre chacun des adversaires. À l'issue de ces éliminatoires, l'Argentine et la Colombie se sont qualifiées, cependant la première a été remplacée par le Venezuela après que le Pérou ait décliné l'invitation, d'abord inscrit l'Uruguay n'a quant à lui finalement pas pris part à la compétition. L'Équateur et le Paraguay n'ont pas désiré participer au tournoi.
Cette édition des Jeux fut marquée par le boycott d'une cinquantaine de nations, dont les États-Unis, à la suite de l'invasion de l'Afghanistan par l'Union soviétique en 1979. Plusieurs nations qualifiées à l'issue de ces éliminatoires ont ainsi cédé leur place et ont été remplacées par d'autres pays qui étaient normalement éliminés.

## Pays qualifiés
| Dates                            | Lieu     | Places | Qualifiés                                  |
| -------------------------------- | -------- | ------ | ------------------------------------------ |
| du 23 janvier au 15 février 1980 | Colombie | 2      | ( Argentine forfait ) → Venezuela Colombie |

## Format des qualifications
Dans les phases de qualification en groupe disputées selon le système de championnat, en cas d’égalité de points de plusieurs équipes à l'issue de la dernière journée, les critères suivants sont appliqués dans l'ordre indiqué pour établir leur classement :

- Meilleure différence de buts,
- Plus grand nombre de buts marqués.

## Villes et stades
Le tournoi pré-olympique sud-américain s'est déroulé du 23 janvier au 15 février 1980 dans quatre villes de Colombie : Barranquilla, Bogota, Cali, et Pereira.
| \| Bogota Cali Barranquilla Pereira \| |
| Bogota Cali Barranquilla Pereira       |

| Bogota Cali Barranquilla Pereira |

## Tournoi qualificatif
À l'issue de ces éliminatoires, l'Argentine et la Colombie se sont qualifiées, cependant la première a été remplacée par le Venezuela après que le Pérou ait décliné l'invitation, d'abord inscrit l'Uruguay n'a quant à lui finalement pas pris part à la compétition. L'Équateur et le Paraguay n'ont pas désiré participer au tournoi.
| Rang | Équipe    | Pts     | J       | G       | N       | P       | Bp      | Bc      | Diff    |  | Résultats (▼ dom., ► ext.) |  |     |     |     |     |     |     |
| ---- | --------- | ------- | ------- | ------- | ------- | ------- | ------- | ------- | ------- |  | -------------------------- |  | --- | --- | --- | --- | --- | --- |
| 1    | Argentine | 11      | 6       | 5       | 1       | 0       | 13      | 2       | +11     |  | Argentine                  |  | 0-0 | 4-1 | 1-0 | 3-1 | 1-0 | 4-0 |
| 2    | Colombie  | 7       | 6       | 3       | 1       | 2       | 10      | 5       | +5      |  | Colombie                   |  |     | 2-1 | 0-1 | 5-1 | 3-1 | 0-1 |
| 3    | Pérou     | 7       | 6       | 3       | 1       | 2       | 9       | 7       | +2      |  | Pérou                      |  |     |     | 2-0 | 3-0 | 1-0 | 1-1 |
| 4    | Venezuela | 5       | 6       | 2       | 1       | 3       | 7       | 6       | +1      |  | Venezuela                  |  |     |     |     | 1-2 | 0-0 | 5-1 |
| 5    | Brésil    | 5       | 6       | 2       | 1       | 3       | 8       | 12      | -4      |  | Brésil                     |  |     |     |     |     | 0-0 | 4-0 |
| 6    | Chili     | 4       | 6       | 1       | 2       | 3       | 3       | 5       | -2      |  | Chili                      |  |     |     |     |     |     | 2-0 |
| 7    | Bolivie   | 3       | 6       | 1       | 1       | 4       | 3       | 16      | -13     |  | Bolivie                    |  |     |     |     |     |     |     |
| -    | Uruguay   | Forfait | Forfait | Forfait | Forfait | Forfait | Forfait | Forfait | Forfait |  |                            |  |     |     |     |     |     |     |

### Détail des rencontres
| 1ère journée    | Brésil | 2 - 1   | Venezuela | Estadio Olímpico Pascual Guerrero Cali, Colombie |                                 |
| 23 janvier 1980 | Vítor 2e · Silva 50e | (1 - 0) | Peña (en) 88e | Arbitrage : Guillermo Velasquez                  | Arbitrage : Guillermo Velasquez |
| 23 janvier 1980 | Rapport |         | | Arbitrage : Guillermo Velasquez                  | Arbitrage : Guillermo Velasquez |
| 23 janvier 1980 | Luís Henrique - Édson, Wagner (pt), Mauro Galvão, João Luís - Vítor, Cleo, Jérson (pt), Jorginho - Silva ( Lela (pt)), Aroni ( Mica) | Équipes | Sánchez (en) - Aguirre (en), Cichero (en), Acosta, Campos (en) - Elie (en), Peña (en), Añor (en) - Carvajal (en), Zubizarreta ( Sánchez (en)), Azuaje ( Valsequi) | Arbitrage : Guillermo Velasquez                  | Arbitrage : Guillermo Velasquez |

| 23 janvier 1980                                                                                     | Chili                   | 2 - 0 | Bolivie | Estadio Hernán Ramírez Villegas Pereira, Colombie |                                        |
| | González 24e · Lara 44e | (2 - 0) |         | Arbitrage : Luís Carlos Félix Ferreira            | Arbitrage : Luís Carlos Félix Ferreira |
| Valenzuela - Arroyo, Bown, Durán, Gómez - González ( Castro), Lara, Martínez, Medina - Rojas, Tapia | Équipes                 | Terrazas (it) - Soria 62e, Moro, Padilla, Rau - Cobarrubias, Rocha ( Parada), Aguirre - Ferrante ( Figueroa), Salinas (it), López |         | Arbitrage : Luís Carlos Félix Ferreira            | Arbitrage : Luís Carlos Félix Ferreira |

| 24 janvier 1980 | Colombie                               | 2 - 1   | Pérou         | Estadio Nemesio Camacho "El Campín" Bogota, Colombie |                           |
| | Cardona (en) 75e (pen.) · Fiorillo 76e | (0 - 0) | Arrelucea 86e | Arbitrage : Ramón Barreto                            | Arbitrage : Ramón Barreto |
| | Rapport                                |         |               | Arbitrage : Ramón Barreto                            | Arbitrage : Ramón Barreto |
| C. Valencia (en) - H. Valencia, Vélez, Viáfara (en) - Fiorillo ( Castro), Hernández ( Sánchez), Pérez (en), Sarmiento (en) - Cardona (en), Carrillo, Agudelo (it) | Équipes                                |         |               | Arbitrage : Ramón Barreto                            | Arbitrage : Ramón Barreto |

| 2ème journée    | Argentine | 1 - 0   | Chili | Estadio Nemesio Camacho "El Campín" Bogota, Colombie |                                        |
| 27 janvier 1980 | Meza 58e (pen.) | (0 - 0) | | Arbitrage : Luís Carlos Félix Ferreira               | Arbitrage : Luís Carlos Félix Ferreira |
| 27 janvier 1980 | Rapport |         | | Arbitrage : Luís Carlos Félix Ferreira               | Arbitrage : Luís Carlos Félix Ferreira |
| 27 janvier 1980 | Quiroga (es) - Astudillo (es) 34e, Binello (es) 20e, Bocanelli (es), Hoyos (es) - Ludueña (es) ( 24e Nieto), Meza, Ocaño, Rinaldi, Roldán ( 56e Sperandio) - Veloso | Équipes | Valenzuela - Arroyo, Bown, Durán, Gómez - González ( 62e Escudero), Lara ( 80e Castro), Martínez, Medina - Rojas, Tapia | Arbitrage : Luís Carlos Félix Ferreira               | Arbitrage : Luís Carlos Félix Ferreira |

| 27 janvier 1980                                                                                                   | Pérou                       | 3 - 0 | Brésil | Estadio Romelio Martínez Barranquilla, Colombie |                         |
| | Zapata 49e · Medina 63e 86e | (0 - 0) |        | Arbitrage : Abel Gnecco                         | Arbitrage : Abel Gnecco |
| | Rapport                     | |        | Arbitrage : Abel Gnecco                         | Arbitrage : Abel Gnecco |
| Bravo - Arrelucea, Sono, Valladares, Dioses - S. Eugenio, Pesaressi, García-Lapouble - Medina, A. Eugenio, Zapata | Équipes                     | Luís Henrique - Édson, Wagner (pt), Mauro Galvão, João Luís - Vítor, Cleo, Jérson (pt) ( Cristóvão), Jorginho - Silva, Aroni ( Lela (pt)) |        | Arbitrage : Abel Gnecco                         | Arbitrage : Abel Gnecco |

| 27 janvier 1980 | Colombie | 0 - 1 | Venezuela       | Estadio Olímpico Pascual Guerrero Cali, Colombie |                           |
| |          | (0 - 0) | Zubizarreta 65e | Arbitrage : Gastón Castro                        | Arbitrage : Gastón Castro |
| | Rapport  | |                 | Arbitrage : Gastón Castro                        | Arbitrage : Gastón Castro |
| C. Valencia (en) - H. Valencia, Vélez, Viáfara (en) - Fiorillo, Castro ( Marín), Pérez (en), Peluffo, Sánchez - Cardona (en), Carrillo ( Rámirez) | Équipes  | Sánchez (en) - Aguirre (en), Cichero (en), Acosta, Campos (en) - Elie (en), Sánchez (en), Añor (en), Peña (en) - Carvajal (en), Zubizarreta ( Rodríguez) |                 | Arbitrage : Gastón Castro                        | Arbitrage : Gastón Castro |

| 3ème journée    | Brésil | 4 - 0   | Bolivie | Estadio Nemesio Camacho "El Campín" Bogota, Colombie |                                |
| 30 janvier 1980 | Jorginho 5e · Cristóvão 21e · Rau 39e (csc) · Anselmo 56e                                                                                          | (3 - 0) | | Arbitrage : José Castro Lozada                       | Arbitrage : José Castro Lozada |
| 30 janvier 1980 | Rapport |         | | Arbitrage : José Castro Lozada                       | Arbitrage : José Castro Lozada |
| 30 janvier 1980 | Luís Henrique - Édson, Wagner (pt) 48e, Mauro Galvão, João Luís - Vítor, Dudu, Cristóvão, Jorginho - Anselmo ( Mica), Aroni ( Márcio Rossini (pt)) | Équipes | Terrazas (it) - Moro, Padilla, Rau, Antelo ( Cejas) - Cobarrubias, Aguirre, Salinas (it), Rocha - Ferrante, López ( Vargas) | Arbitrage : José Castro Lozada                       | Arbitrage : José Castro Lozada |

| 31 janvier 1980 | Colombie                 | 3 - 1                                                                                     | Chili     | Estadio Hernán Ramírez Villegas Pereira, Colombie      |                                                        |
| | Agudelo (it) 32e 53e 55e | (1 - 1)                                                                                   | Gómez 36e | Spectateurs : 20 000 Arbitrage : Enrique Labo Revoredo | Spectateurs : 20 000 Arbitrage : Enrique Labo Revoredo |
| | Rapport                  |                                                                                           |           | Spectateurs : 20 000 Arbitrage : Enrique Labo Revoredo | Spectateurs : 20 000 Arbitrage : Enrique Labo Revoredo |
| C. Valencia (en) - H. Valencia, Vélez, Viáfara (en) - Fiorillo ( Porras), Hernández, Pérez (en), Sánchez ( Castro) - Cardona (en), Carrillo, Agudelo (it) | Équipes                  | Valenzuela - Arroyo, Bown, Durán, Gómez - González, Lara, Martínez, Medina - Rojas, Tapia |           | Spectateurs : 20 000 Arbitrage : Enrique Labo Revoredo | Spectateurs : 20 000 Arbitrage : Enrique Labo Revoredo |

| 31 janvier 1980 | Argentine       | 1 - 0 | Venezuela | Estadio Romelio Martínez Barranquilla, Colombie |                          |
| | Meza 81e (pen.) | (0 - 0) |           | Arbitrage : Elías Jácome                        | Arbitrage : Elías Jácome |
| | Rapport         | |           | Arbitrage : Elías Jácome                        | Arbitrage : Elías Jácome |
| Quiroga (es) - Bocanelli (es), Hoyos (es), Ludueña (es) ( 65e Tártalo) - Meza, Nieto, Ocaño, Oropel, Rinaldi, Roldán - Veloso | Équipes         | Sánchez (en) - Aguirre (en), Cichero (en) , Acosta, Campos (en) - Elie (en), Sánchez (en), Añor (en), Peña (en) - Carvajal (en), Zubizarreta ( 83e Vidal (en)) |           | Arbitrage : Elías Jácome                        | Arbitrage : Elías Jácome |

| 4ème journée   | Argentine | 4 - 1   | Pérou | Estadio Olímpico Pascual Guerrero Cali, Colombie |                            |
| 3 février 1980 | Meza 41e 44e (pen.) · Bocanelli (es) 87e 89e                                                                                                  | (2 - 1) | A. Eugenio 32e | Arbitrage : Luis Barrancos                       | Arbitrage : Luis Barrancos |
| 3 février 1980 | Rapport |         | | Arbitrage : Luis Barrancos                       | Arbitrage : Luis Barrancos |
| 3 février 1980 | Quiroga (es) - Bocanelli (es), Gómez 24e, Hoyos (es) ( 82e Tártalo), Ludueña (es) - Meza, Nieto, Ocaño, Oropel, Rinaldi - Veloso ( 17e Rossi) | Équipes | Bravo 20e - Arrelucea, Sono, Valladares, Dioses - S. Eugenio 20e, Pesaressi ( 20e Girón ), García-Lapouble ( Vera) - Medina, A. Eugenio, Zapata | Arbitrage : Luis Barrancos                       | Arbitrage : Luis Barrancos |

| 3 février 1980 | Venezuela | 5 - 1 | Bolivie | Estadio Olímpico Pascual Guerrero Cali, Colombie |                                    |
| |           | (4 - 0) |         | Arbitrage : Juan Francisco Escobar               | Arbitrage : Juan Francisco Escobar |
| Sánchez (en) - Rodríguez, Vidal (en), Acosta, Aguirre (en) - Sánchez (en), Elie (en), Añor (en) ( Valsequi) - Peña (en), Carvajal (en), Zubizarreta ( Peláez) | Équipes   | Terrazas (it) - Padilla, Moro, Ávila (es), Rau, Parada - Cobarrubias ( Aguirre), Salinas (it), Rocha - Ferrante, Casado |         | Arbitrage : Juan Francisco Escobar               | Arbitrage : Juan Francisco Escobar |

| 3 février 1980 | Brésil  | 0 - 0 | Chili | Estadio Romelio Martínez Barranquilla, Colombie |                                               |
| |         | (0 - 0) |       | Spectateurs : 2 070 Arbitrage : Ramón Barreto   | Spectateurs : 2 070 Arbitrage : Ramón Barreto |
| | Rapport | |       | Spectateurs : 2 070 Arbitrage : Ramón Barreto   | Spectateurs : 2 070 Arbitrage : Ramón Barreto |
| Luís Henrique - Édson, Márcio Rossini (pt), Mauro Galvão, João Luís - Dudu, Vítor, Cristóvão - Jorginho, Anselmo ( Silva), Aroni 33e | Équipes | Valenzuela ( Cáceres ) - Arroyo, Bown, Durán, Gómez - Escudero, Lara ( González), Martínez, Medina - Rojas, Tapia |       | Spectateurs : 2 070 Arbitrage : Ramón Barreto   | Spectateurs : 2 070 Arbitrage : Ramón Barreto |

| 5ème journée   | Pérou | 1 - 0   | Chili | Estadio Olímpico Pascual Guerrero Cali, Colombie |                                 |
| 6 février 1980 | Arrelucea 72e | (0 - 0) | | Arbitrage : Guillermo Velasquez                  | Arbitrage : Guillermo Velasquez |
| 6 février 1980 | Girón - Ramírez, Sono, Valladares, Dioses - Arrelucea, Pesaressi, Medina, Avila ( García-Lapouble) - A. Eugenio, Zapata | Équipes | Cáceres - Arroyo, Bown, Durán, Gómez - Medina, Pizarro, Lara ( Escudero), González - Rojas, Tapia ( Luis Gormaz) | Arbitrage : Guillermo Velasquez                  | Arbitrage : Guillermo Velasquez |

| 6 février 1980 | Colombie | 0 - 1 | Bolivie      | Estadio Romelio Martínez Barranquilla, Colombie         |                                                         |
| |          | (0 - 1) | Figueroa 35e | Spectateurs : 17 716 Arbitrage : Juan Francisco Escobar | Spectateurs : 17 716 Arbitrage : Juan Francisco Escobar |
| | Rapport  | |              | Spectateurs : 17 716 Arbitrage : Juan Francisco Escobar | Spectateurs : 17 716 Arbitrage : Juan Francisco Escobar |
| C. Valencia (en) - H. Valencia, Vélez, Viáfara (en) - Fiorillo, Hernández, Castro ( Marín), Pérez (en) - Cardona (en), Carrillo ( Vera-Lima), Agudelo (it) | Équipes  | Terrazas (it) - Ávila (es), Moro, Rau, Cejas; Aguirre ( Cobarrubias), Parada, Salinas (it) - Rocha ( Figueroa), Ferrante, Casado |              | Spectateurs : 17 716 Arbitrage : Juan Francisco Escobar | Spectateurs : 17 716 Arbitrage : Juan Francisco Escobar |

| 7 février 1980 | Argentine                          | 3 - 1 | Brésil          | Estadio Nemesio Camacho "El Campín" Bogota, Colombie |                                   |
| | Randazzo 25e · Meza 82e 89e (pen.) | (1 - 0) | Jérson (pt) 55e | Arbitrage : Enrique Labo Revoredo                    | Arbitrage : Enrique Labo Revoredo |
| | Rapport                            | |                 | Arbitrage : Enrique Labo Revoredo                    | Arbitrage : Enrique Labo Revoredo |
| Quiroga (es) - Bocanelli (es) ( Tártalo), Hoyos (es), Ludueña (es) ( Eusebio Roldán) - Meza, Nieto, Ocaño, Oropel, Rinaldi, Randazzo - Veloso | Équipes                            | Luís Henrique - Édson, Wagner (pt), Mauro Galvão, João Luís - Vítor 24e, Dudu 41e, Cristóvão, Jorginho ( Mica) - Anselmo, Jérson (pt) ( Cleo) |                 | Arbitrage : Enrique Labo Revoredo                    | Arbitrage : Enrique Labo Revoredo |

| 6ème journée    | Colombie | 5 - 1   | Brésil | Estadio Olímpico Pascual Guerrero Cali, Colombie |                           |
| 10 février 1980 | Sarmiento (en) 38e 41e 43e · Agudelo (it) 79e · A. Cardona 82e                                                                                                   | (3 - 0) | João Luís 72e | Arbitrage : Gastón Castro                        | Arbitrage : Gastón Castro |
| 10 février 1980 | Rapport |         | | Arbitrage : Gastón Castro                        | Arbitrage : Gastón Castro |
| 10 février 1980 | C. Valencia (en) - H. Valencia, Viáfara (en), Porras, Vélez - Hernández, Sarmiento (en), Fiorillo, A. Cardona ( Sánchez) - Agudelo (it), Pérez (en) ( Vera-Lima) | Équipes | Luís Henrique - Valdoir (pt), Wagner (pt), Mauro Galvão, João Luís - Cleo, Cristóvão, Jorginho - Mica, Silva, Jérson (pt) | Arbitrage : Gastón Castro                        | Arbitrage : Gastón Castro |

| 10 février 1980                                                                                          | Pérou                            | 2 - 0 | Venezuela | Estadio Nemesio Camacho "El Campín" Bogota, Colombie |                         |
| | García-Lapouble 41e · Medina 86e | (1 - 0) |           | Arbitrage : Abel Gnecco                              | Arbitrage : Abel Gnecco |
| Girón - Ramírez, Sono, Valladares, Dioses - Medina, Arrelucea, Pesaressi - García-Lapouble, Vera, Zapata | Équipes                          | Sánchez (en) - Elie (en), Cichero (en), Acosta, Aguirre (en) - Vidal (en), Sánchez (en), Añor (en) ( Azuaje) - Peña (en), Zubizarreta ( Valsequi), Carvajal (en) |           | Arbitrage : Abel Gnecco                              | Arbitrage : Abel Gnecco |

| 10 février 1980 | Argentine                                                 | 4 - 0 | Bolivie | Estadio Nemesio Camacho "El Campín" Bogota, Colombie |                                |
| | Hoyos (es) 3e · Ludueña (es) 18e 88e · Bocanelli (es) 63e | (2 - 0) |         | Arbitrage : José Castro Lozada                       | Arbitrage : José Castro Lozada |
| | Rapport                                                   | |         | Arbitrage : José Castro Lozada                       | Arbitrage : José Castro Lozada |
| Quiroga (es) - Bocanelli (es), Hoyos (es), Ludueña (es) - Meza ( 65e Roldán), Nieto, Ocaño, Oropel, Rinaldi, Randazzo ( 55e Tártalo) - Veloso | Équipes                                                   | Terrazas (it) - Soria, Moro, Rau, Ávila (es) - Parada, Aguirre ( Cobarrubias), Salinas (it) - Rocha ( 24e López), Ferrante, Casado |         | Arbitrage : José Castro Lozada                       | Arbitrage : José Castro Lozada |

| 7ème journée    | Chili                                                                                      | 0 - 0   | Venezuela | Estadio Romelio Martínez Barranquilla, Colombie |                            |
| 13 février 1980 |                                                                                            | (0 - 0) | | Arbitrage : Luis Barrancos                      | Arbitrage : Luis Barrancos |
| 13 février 1980 | Cáceres - Arroyo, Bown, Medina, Gómez - Sepúlveda, Durán, Pizarro, Escudero - Rojas, Tapia | Équipes | Sánchez (en) - Campos (en), Cichero (en), Vidal (en), Acosta - Sánchez (en), Elie (en), Carvajal (en) - Valsequi, Zubizarreta, Peña (en) | Arbitrage : Luis Barrancos                      | Arbitrage : Luis Barrancos |

| 14 février 1980 | Bolivie   | 1 - 1 | Pérou          | Estadio Hernán Ramírez Villegas Pereira, Colombie |                                               |
| | López 25e | (1 - 0) | A. Eugenio 78e | Spectateurs : 20 400 Arbitrage : Elías Jácome     | Spectateurs : 20 400 Arbitrage : Elías Jácome |
| Terrazas (it) - Soria, Moro, Ávila (es), Rau - Parada, Rocha, Aguirre ( Cobarrubias), Figueroa ( Casado), Salinas (it) - López | Équipes   | Girón ( Gamarra ) - Ramírez, Sono, Valladares, Dioses - Arrelucea, Pesaressi, Medina - Rospigliosi ( García-Lapouble), A. Eugenio, Zapata |                | Spectateurs : 20 400 Arbitrage : Elías Jácome     | Spectateurs : 20 400 Arbitrage : Elías Jácome |

| 15 février 1980 | Colombie | 0 - 0 | Argentine | Estadio Nemesio Camacho "El Campín" Bogota, Colombie |                                        |
| |          | (0 - 0)                                                                                                   |           | Arbitrage : Luís Carlos Félix Ferreira               | Arbitrage : Luís Carlos Félix Ferreira |
| | Rapport  | |           | Arbitrage : Luís Carlos Félix Ferreira               | Arbitrage : Luís Carlos Félix Ferreira |
| C. Valencia (en) - H. Valencia, Viáfara (en), Porras ( 86e A. Cardona), Vélez - Peluffo, Sarmiento (en), Fiorillo - B. Cardona (en), Agudelo (it), Pérez (en) ( 73e Vera-Lima) | Équipes  | Quiroga (es) - Hoyos (es), Ludueña (es), Tártalo - Meza, Nieto, Ocaño, Oropel, Rinaldi, Randazzo - Veloso |           | Arbitrage : Luís Carlos Félix Ferreira               | Arbitrage : Luís Carlos Félix Ferreira |